# Estadio de Mazatlán
Das Estadio de Mazatlán, auch bekannt unter dem Spitznamen El Kraken, ist ein Fußballstadion im äußersten Nordosten der Stadt Mazatlán im mexikanischen Bundesstaat Sinaloa. Es ist seit der Saison 2020/21 Heimspielstätte des neu entstandenen Franchise Mazatlán FC in der Liga MX und bietet Platz für 25.000 Besucher.

## Geschichte
Als die Pläne konkret wurden, in der Baseballstadt Mazatlán zukünftig eine Fußballmannschaft in der höchsten mexikanischen Spielklasse unterhalten zu wollen, wurde im November 2017 damit begonnen, ein erstligataugliches Stadion zu errichten. Dieses entstand an der Avenida Munich auf einer Anhöhe der Fraccionamiento Pradera Dorada und wurde Anfang Juni 2020 fertiggestellt. Nach dem Erwerb des Franchise der über mehrere Dekaden in der höchsten Spielklasse vertretenen Monarcas Morelia bringt der neu formierte Mazatlán FC seit der Saison 2020/21 Erstligafußball in die Hafenstadt am Pazifik.
Ende Oktober 2023 wurde das Immobilienunternehmen El Encanto Desarrollos Namenssponsor der Spielstätte. Sie trägt den Namen Estadio El Encanto.